# 长道镇
长道镇，是中华人民共和国甘肃省陇南市西和县下辖的一个乡镇级行政单位。

## 行政区划
长道镇下辖以下地区：
西团社区、水泉村、西团村、龙八村、宁家村、川口村、光明村、赵家村、杨化村、高渭村、小石村、刘磨村、丰收村、大寨村、大柳村、青龙村、陈沟村、乔杨村、小峪村和石崖村。